# 280

## Nașteri
- dată necunoscută: Papa Iuliu I  (d. 352)
- dată necunoscută: Valeria Maximilla împărăteasă romană (d. 312)